# Rex (protéine)
Pour les articles homonymes, voir rex.
La protéine Rex est une protéine virale du virus T-lymphotrope humain de type I et 2 (HTLV-I/II).

## Généralités
Le virus HTLV-1 est un rétrovirus appartenant à la famille des Oncornavirinae. 
Il est le premier rétrovirus oncogène découvert chez l'homme en 1980 par l'équipe du Dr Gallo à partir d'une culture de cellule T. Il est de la même famille que le VIH (famille des rétroviridae) dont son homologue chez ce dernier est Rev. 
Son génome est constitué de deux séquences LTR en 5’ et 3’ séparées par les régions Gag, Pol, Env, codant les protéines de structure et la transcriptase inverse, et la région Px codant des protéines favorisant la transformation tumorale de la cellule hôte, en particulier des lymphocytes T.

## Structure
La protéine Rex est une phosphoprotéine nucléolaire de 189 acides aminés qui provient d’un épissage alternatif du gène codant également une autre protéine Tax. Ces deux protéines sont codées par un seul ARNm qui provient de deux épissages du transcrit primaire et contient deux codons d'initiation déphasés, d'abord celui de Rex, puis celui de Tax. La région 5' non traduite de cet ARNm contient deux GUG en phase avec l'AUG de Rex et deux CUG en phase avec l'AUG de Tax. La structure particulière de cet ARNm requiert l'existence d'un contrôle de la synthèse de Rex et de Tax par une sélection des codons initiateurs AUG et de tout ou partie des GUG et CUG. Par mutagenèse dirigée, il a été démontré que, en plus des deux AUG, les deux GUG et le second CUG sont utilisés comme codons d'initiation de la traduction d'ARNm chimériques qui contiennent la séquence codante de CAT en aval et en phase avec soit l'AUG de Rex, soit celui de Tax. Ces mêmes initiations de la traduction conduisent probablement à la synthèse d'isoformes de Rex et de Tax, détectées dans des cellules chroniquement infectées par HTLV-I. La synthèse de Tax requiert une initiation de la traduction dépendante de la coiffe car elle est inhibée (1) par l'insertion d'un AUG en amont de l'AUG de Tax et (2) par la protéase 2A (de poliovirus) qui coupe le facteur eIF-4G indispensable à une telle initiation. La synthèse de Rex n'est pas modifiée par l'insertion d'un AUG en amont de l'AUG de Rex et peut être maintenue en présence de la protéase 2A, à condition que Rex soit apportée en trans. L'intégrité de la séquence NH[2]-terminale de Rex, qui contient le domaine de liaison aux ARN, est indispensable à cette activité, comme l'est l'élément de réponse de Rex (XRE) sur l'ARN. Ainsi Rex, en interagissant avec le XRE, contrôlerait sa propre synthèse en permettant une initiation de la traduction indépendante de la coiffe.

## Fonction
Les protéines Rex et Tax de HTLV-I jouent un rôle majeur dans la régulation de l'expression génique du virus. Tax contrôle le taux de transcription de l'ADN proviral intégré dans le génome de l'hôte.

Contrairement à Tax, Rex ne régule pas la transcription virale mais plutôt les mécanismes post-transcriptionnels. Rex augmente l'expression des protéines virales structurales et enzymatiques en facilitant le transport vers le cytoplasme des ARN messagers génomiques et mono-épissés pour la traduction des protéines virales de structure, d'assemblage et de bourgeonnement. En l'absence de Rex, ces messagers demeurent dans le noyau pour subir d'autres épissages ou être dégradés. Les fonctions de Rex dépendent d'une séquence spécifique localisée dans la région LTR en 5' et 3' qui inhibe indirectement l'expression de l'ARN messager codant Tax et Rex, ce qui joue un rôle important dans le maintien de la latence virale.

## Pathologies
Le virus T-lymphotrope humain de type I (HTLV-I) est associé à deux types de pathologies distinctes : la leucémie à cellules T de l'adulte (ATL) et la paraparésie spastique tropicale ou la myélopathie invalidante associée à HTLV-I (TSP/HAM). En dépit de ces deux maladies, une infection par HTLV-I est presque souvent associée à un ensemble de pathologies inflammatoires de type auto-immun. La plupart des personnes atteintes (plus de 90 %) demeure asymptomatiques. Les mécanismes viraux et cellulaires déterminant l'évolution vers l'une ou l'autre des pathologies associées à ce virus sont inconnus. Plusieurs études ont montré que les isolats viraux dérivés de cas d'ATL et de TSP ne montrent pas de différences considérables au niveau des séquences. La cible préférentielle de HTLV-I in vivo est constituée de lymphocytes CD4+. En raison du faible niveau d'expression in vivo, l'infection d'autres types cellulaires reste hypothétique. La faible expression virale montre que les lésions de la TSP ne sont pas dues à un effet viral direct, mais par contre à la présence de cellules inflammatoires dans les lésions. La démyélinisation et la perte neuronale que l'on observe dans les lésions de TSP semblent être le résultat d'une réponse auto-immune, ou d'un effet non spécifique lié à l'activation et à la migration dans le système nerveux central (SNC) des cellules T CD4+ infectées par HTLV-I